# Champsocephalus gunnari
Champsocephalus gunnari, крижана риба — вид окунеподібних риб родини білокрівкових (Channichthyidae). Вид поширений у Південному океані біля берегів острова Херд і островів Макдональд, Кергелен та Південної Джорджії, Буве тощо, на глибині до 700 м. Тіло завдовжки до 66 см, вагою до 2 кг. Живиться дрібною рибою та крилем.

## Опис
Норвезькі китобої XIX століття активно поширювали інформацію про те, що в далекій Антарктиці водяться види риб, які відрізняються безбарвною кров'ю. У зв'язку з цим вони і отримали таку назву, як «безкровні» або «крижані». На сьогоднішній день існує сувора класифікація родів і видів риб, тому «білокровні» або «крижані» риби відносяться до загону «окунеподібних». У цьому загоні вони представлені одинадцятьма родами, в які входять шістнадцять видів. Такий феномен спочатку ніяк не зацікавив вчених, тому до вивчення подібної «аномалії» приступили тільки в середині минулого століття. Шведський зоолог Ейнар Ленберг провів наукові дослідження і визначив принципи наукової класифікації цих видів риб.
Риба крижана характеризується, як велика, а основні її популяції поширені в межах Південної Георгії. Дорослі особини виростають до 70 см в довжину, при середній вазі півтора кілограма, хоча зустрічаються окремі екземпляри вагою більше 3-х кілограмів. Середній розмір особин не перевищує довжини в 45 см, що характерно для вод архіпелагу Кергелен.
Перший спинний плавник сформований з 10 (максимум) гнучких, але досить колючих променів, а другий плавець сформований з 4-х десятків членистих променів. Така ж кількість променів знаходиться і в анальному плавці. Перша нижня частина зябрової дуги характеризується наявністю близько 20 (максимум) зябрових тичинок. Загальна кількість хребців становить близько 60 штук, хоча може бути трохи більше або трохи менше.
У цієї риби не високе, але прогоністе тіло, а на вершині рила відсутня ростральними шип. Верхівка верхньої щелепи і нижньої щелепи знаходиться в одній площині. Довжина рила відносно менше загальної висоти голови. Рот у крижаній риби великий, як і великі (відносно) очі, причому відстань між очима оптимальне.
Кісткова частина чола, розташована над очима рівна, що не піднесена і без наявності кренуляціі. Спинні плавники розташовані на дуже близькій відстані, при цьому вони можуть стикатися або мати не велика розділяє простір. Риба відрізняється наявністю двох бічних ліній і відсутністю кісткових наростів. Черевні плавники відрізняються оптимальними розмірами, при цьому самі довгі промені не дістають до початку анального плавця. Хвостовий плавець має класичну форму, з виїмкою.
Тіло риби має сріблясто-світло-сірий колір, а черевна частина відрізняється чисто білим кольором, при цьому область спини характеризується, як темна. З обох боків тулуба можна розгледіти темні вертикальні смуги неправильної форми, при цьому, чотири з них помітно виділяються.

## Поведінка
У зв'язку з тим, що біохімічний склад крові крижаної риби дещо відрізняється від класичного і складається з не великого кількості еритроцитів і гемоглобіну, то ця риба прекрасно себе почуває в умовах, коли температура води становить 0 градусів, а то і менше. При цьому риба вважає за краще знаходитися на глибинах від 600 до 800 метрів. М'ясо цієї риби характеризується, як солодкувате на смак, ніжне і досить смачне, при цьому воно не має специфічний рибним ароматом.
Крижана риба дихає не за рахунок зябер, а за рахунок шкірних покривів всього тіла, включаючи і плавники. При цьому кількість капілярів, які пронизують шкірні покриви тіла риби, в три рази більше, в порівнянні з поверхнею, що знаходиться в зябрової дихальній системі інших видів риб. Як правило, на кожен квадратний міліметр поверхні доводиться до 45 мм довжини капілярів.

### Тривалість життя
Функції організму крижаної риби розраховані для роботи в несприятливих умовах, при цьому частота ударів серця трохи вище, в порівнянні з іншими видами риб. Середня тривалість життя крижаної риби не перевищує двох десятків років.

### Ареал, місця проживання
Крижана риба є представником виду, який відноситься до категорії переривчастих ціркумантарктіческіх порід. Для таких представників характерним вважається і їх ареал проживання, який обмежений північною частиною Антарктики, куди входить ряд островів. Це скелі Кроку, острів Південна Георгія, Південні Сандвічеві, Оркнейські та Південні Шетландські острови. Життєдіяльність риби в подібних умовах забезпечується за рахунок швидкої циркуляції крові, що можливо завдяки великим розмірам серця і більш інтенсивній роботі цього важливого органу. Великі популяції крижаної риби помічені в межах острова Буве, що відповідає північних кордонів Антарктики. Східні кордони Антарктики характерні наявністю крижаної риби в межах підводного хребта Кергелен, а також межі островів Макдональдс і Херд і іншими острівними Хонамі.

### Раціон
Крижана риба — це типовий хижак, раціон якої складається з живих організмів різного походження. Найчастіше її потенційними жертвами є кальмари, криль, а також не велика рибка.
Завдяки тому, що в її раціон входить криль, м'ясо крижаної риби за смаковими якостями практично відповідає смаку королівських креветок.

### Розмноження і потомство
Крижані риби мають чіткий поділ між статями, тому поява на світ малюків залежить, як від самок, так і від самців. У самок формуються ікринки, які розвиваються всередині яєчників. При цьому ікринки укладені в напівпрозору, тонку оболонку, завдяки чому здійснюється моментальне запліднення. Самка відкладає ікру за допомогою яйцевода, який знаходиться поблизу анального отвору.
У парних сім'яниках самців формуються сперматозоїди у вигляді молока. Насінники з'єднані з системою своєрідних канальців, які виходять назовні. Усередині цих каналів розташований насіннєвий мішечок, який відрізняється помітним розширенням. Самець запліднює ікру практично одночасно з процесом икрометания самки.
Представники сімейства «білокровні риби» дозрівають у віці 2-х років, після чого вони готові до процесу розмноження. Нерест відбувається восени, при цьому особини відкладають від 1 до 30 тис. ікринок, в залежності від віку. З'явилися на світ мальки розвиваються досить повільно і харчуються в основному зоопланктоном.